# ایر مالی (۲۰۰۵)
ایر مالی (به انگلیسی: Air Mali (2005)) یک شرکت هواپیمایی با کد یاتا I5 بود که در تاریخ ۱ آوریل ۲۰۰۵ میلادی تأسیس شد و در تاریخ ۷ ژوئن ۲۰۰۵ فعالیتش را آغاز کرده‌بود. قطب این شرکت هواپیمایی در فرودگاه بین‌المللی باماکو-سانوو قرار داشت.